# Troglopedetes ruffoi
Troglopedetes ruffoi is een springstaartensoort uit de familie van de Paronellidae. De wetenschappelijke naam van de soort is voor het eerst geldig gepubliceerd in 1953 door Delamare Deboutteville.